# Stits SA-8 Skeeto
Stits SA-8 Skeeto est un avion ultraléger de construction amateur conçu par Ray Stits. ("Ultralight" n’était pas une classification officielle en Amérique à l’époque puisque le titre 14 de la Code of Federal Regulations (Federal Aviation Regulations) partie 103, mieux connu sous le nom de 14 CFR partie 103 ou tout simplement la partie 103, qui définissait les véhicules ultralégers aux États-Unis, n'a été adopté qu'en 1982.)

## Développement
Le Skeeto était initialement destiné à être un avion léger abordable qui pouvait être construit pour moins de 500 $ en 1957. Le fuselage était fait de tubes en acier soudés, avec principalement une construction en bois recouverte de tissu pour les ailes et les surfaces de contrôle. Le moteur de ce concept de kit devait être un modèle standard à faible coût.
- Le modèle d'essai 1 était un Continental de 4 ch (3 kW) modifié pour 6 ch (4 kW).
- Le modèle d'essai 2 était un moteur à deux temps de 3,5 ch (2,6 kW) avec une réduction de courroie.
- Le modèle d'essai 3 a utilisé deux moteurs sur une seule courroie trapézoïdale, ce qui en fait un moteur bicylindre de 4 ch (3 kW) qui volait à 40 km/h.
- Le modèle d'essai 4 avait un moteur de tronçonneuse homelite à 7,5 ch (5,6 kW)
- Le modèle d'essai 5 a utilisé un moteur de scie à chaîne Disston de 9 ch (7 kW)
- Le modèle d'essai 6 a utilisé un moteur de scie à chaîne Disston monté à l'envers.
- Le modèle d'essai 7 a utilisé un moteur hors-bord Inverted Evinrude de 25 ch (19 kW).
- Le modèle d'essai 8 a utilisé un Evinrude côté droit.

## Histoire opérationnelle
Les vols d'essai ont été limités à la longueur de la piste après que l'avion a été enregistré comme projet de « recherche et développement ». Le taux de roulis était si bas à 30-50 km/h, que les virages en gouvernail étaient préférés. La charge alaire de 1 à 2 kg a été jugée peu pratique pour la manutention. Un exemplaire d'un SA-8 Skeeto a été donné au Claremont Air Museum en 1958, il est maintenant au EAA AirVenture Museum (en) à Oshkosh (Wisconsin).

## Spécifications (Stits SA-8A Skeeto)

### Caractéristiques générales
- Équipage : 1
- Longueur : 5,5 m
- Envergure : 9,1 m
- Hauteur : 2,1 m
- Surface de l’aile : 11 m2 (model 1)
- Masse à vide : 79 kg (modèle 1)
- Masse brute : 181 kg
- Capacité de carburant : 9,5 litres

### Performances
- Vitesse maximale : 89 km/h
- Vitesse de croisière : 72 km/h
- Plafond : Cet avion était seulement certifié pour voler jusqu'à 15 m.
- Vitesse ascensionnelle : 1,3 m/s